# 알모양곡선

원호 네개로 만들어진 두개의 대칭축을 가진 알모양곡선(위)과 같은 장·단 축을 가진 파란색 알모양곡선과 붉은색 타원의 비교(아래)

대칭축을 한개 가진 달걀을 닮은 알모양곡선

알모양곡선(-模樣曲線, 영어: oval 오벌[*], 달걀의 뜻을 가진 라틴어: ovum에서 유래) 또는 난형선(卵形線)은 각각 다른 반지름을 가진 두개의 원호쌍으로 제도해서 만든다. 원호는 한 점에서 만나는데, 이 접점에서 원호의 수직선은 같아서 부드럽게 이어진다. 알모양곡선은 어느 점에서도 일정한 반지름을 가진 원호에 속하는 반면에, 타원의 반지름은 계속 변한다.

## 정의
기하학에서 알모양곡선은 달걀을 닮은 모양의 곡선을 뜻하며, 타원체 또한 포함한다. 다른 곡선과 달리 알모양곡선에 대한 정확한 정의는 없으며, 다음 곡선을 뜻한다.
- 부드럽고 단순하며 교차하지 않게 볼록하게 폐합하는 곡선 평면으로,
- 타원과 크게 다르게 생기지도 않았고,
- 적어도 한개의 대칭 축을 가진다.

알모양곡면은 알모양곡선을 대칭축을 중심으로 돌렸을 때 만들어지는 면을 말한다.
알모양곡선의 예:
- 카시니의 난형선
- 타원
- 초타원
- 데카르트의 난형선

## 달걀 모양

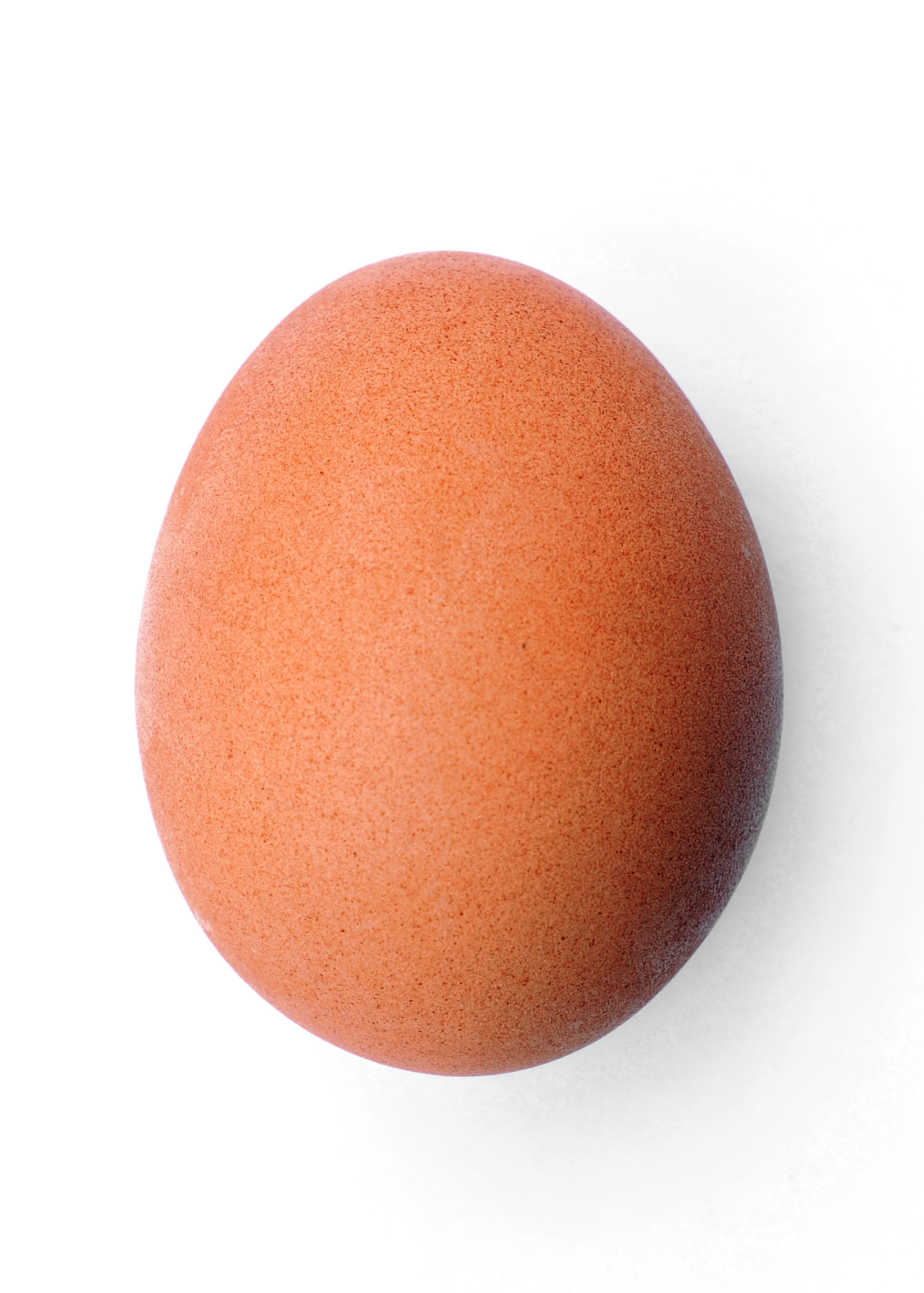
달걀은 천연적으로 알모양곡면 형상이다.

달걀 형태 혹은 난형으로 부르는 알모양곡면은 알모양곡선의 중심축을 기준한 회전체이다. 다음은 상수가 양수일 때 3D 달걀의 근사식이다.
{\displaystyle x^{2}+y^{2}+z^{2}(1.5cos((z+a/2)/a))^{2}=a\!}

## 같이 보기
- 타원
- 원 (기하학)
- 알 (식품)